# Filip Krstić
Filip Krstić (* 24. September 1988 in München) ist ein deutsch-serbischer Fußballspieler.

## Vereinskarriere
Filip Krstić begann im Alter von sechs Jahren bei der SpVgg Unterhaching mit dem Fußballspielen. 1999 wechselte er in die Nachwuchsabteilung des FC Bayern München, bevor er 2005 zu Hertha BSC ging.
Im Sommer 2007 unterschrieb Krstić trotz laufenden Kontraktes bei Hertha einen Fünf-Jahres-Vertrag beim FC Valencia. Da dieser jedoch weder Ablöse und Ausbildungsentschädigung nach Berlin überwies, klagte Hertha bei der FIFA und erteilte Krstić keine Spielfreigabe. Erst nach dem Wechsel im Frühjahr 2008 zum AS Livorno erhielt Hertha BSC die Ablösesumme. In Italien kam Krstić jedoch nur zu einem Kurzeinsatz in der Serie A gegen den FC Empoli.
Nach einem Jahr bei Livorno wurde Krstić für die zweite Mannschaft von Arminia Bielefeld verpflichtet.
Doch erneut nach nur einem Jahr verließ er Bielefeld und unterzeichnete einen Vertrag beim SV Babelsberg 03. Bei Babelsberg 03 spielte er beim Gewinn der Regionalliga nur eine untergeordnete Rolle und verließ den Verein am Saisonende wieder. Anschließend hatte er ein Jahr lang keinen Arbeitgeber.
Im Januar 2011 spielte Krstić zur Probe beim TSV 1860 München vor, konnte sich dort aber nicht für die Mannschaft von Reiner Maurer empfehlen und war weiterhin arbeitslos, ehe ihn die SpVgg Unterhaching zur Drittliga-Spielzeit 2011/12 unter Vertrag nahm. Dort kam er jedoch auch nur in der Zweiten Mannschaft zum Einsatz.
Ende Januar 2012 entschied er sich dann für einen Wechsel in die Regionalligamannschaft des Zweitligisten FSV Frankfurt.
Anfang Juni 2012 gab der Regionalligist Berliner AK 07 die Verpflichtung von Krstić zur Saison 2012/13 bekannt. Er unterschrieb einen Zweijahresvertrag bis Ende Juni 2014. Nachdem er in der Saison 2012/13 in 28 Spielen für BAK zum Einsatz gekommen war, wechselte Krstić am 23. Mai 2013 zum Ligarivalen FC Carl Zeiss Jena, mit dem er in der Saison 2016/17 als Meister in die 3. Liga aufstieg. Zur Saison 2017/18 wechselte Krstić zum FSV Union Fürstenwalde, für den er insgesamt 72 Spiele bestritt und 2019 zu Eintracht Mahlsdorf wechselte. Mit den Mahlsdorfern gelang ihm 2021 der Aufstieg in die Oberliga Nordost.

## Nationalmannschaftskarriere
Filip Krstić bestritt sowohl für die U-17 von Serbien und Montenegro als auch die U-19 Serbiens Spiele.